# فدورو-پتروفکا
فدورو-پتروفکا (انگلیسی: Fedoro-Petrovka) یک شهرک در شهرستان استرلیتاماکسکی استان باشقیرستان کشور روسیه است.